# Death Lives
Death Lives (titulado La muerte vive en España y Muertos vivientes en Hispanoamérica) es el sexto episodio de la tercera temporada de la serie Padre de familia emitido el 15 de agosto de 2001 en FOX. La trama se centra en Peter, quien después de ser alcanzado por un rayo tiene una experiencia cercana a la muerte en la que viaja al pasado para rememorar su amor por Lois, a la cual engañó el día de su aniversario de bodas para jugar al golf. Pronto, Peter se da cuenta de su equivocación y trata de arreglar su relación con su mujer.
El episodio está escrito por Mike Henry y dirigido por Rob Renzetti. Como artistas invitados, prestan sus voces a sus respectivos personajes: Adam Carolla, Laura Silverman, Peter Frampton y Estelle Harris.

## Argumento
Peter acepta la invitación de Quagmire para jugar en un campo de golf a pesar de que ese día es el de su aniversario de bodas por lo que planea una gimkana para mantener a Lois distraída sin ser consciente de que le está mintiendo. Una vez en el campo, una tormenta aplaza la jornada y todos salvo Peter se van. Tal imprudencia le acarrea que un rayo le caiga encima y lo mate. Sin embargo, todo resulta ser una experiencia cercana a la muerte en el que el propio ser le explica que su matrimonio está en peligro y que la única solución es tener una epifanía, sin embargo a Peter le cuesta entender el asunto. 
A modo de flashbacks, la muerte retrocede al pasado en el momento en el que Peter y Lois estaban enamorados. Peter recuerda que jamás tuvo la aprobación del padre de su [entonces] novia, el cual no dudó en noquearle y ordenar a sus hombres que lo arrojaran al océano hasta que fue recogido por un portaaviones militar donde conoció a Glenn Quagmire cuando aun era alférez.
Una vez en tierra, comienza un largo camino que le lleve de vuelta a Rhode Island. Mientras hace autostop, conoce a Cleveland Brown, el cual se ofrece a llevarle hasta su punto de destino. Tras un atípico viaje en el que se las ha visto hasta con los del KKK, Peter llega a la mansión Pewterschmidt y se cuela dentro del jacuzzi en el que se encontraba Carter al cual le explica su intención de pedirle el matrimonio a Lois. Sin embargo, Carter se niega a concederle el favor y le ofrece un cheque valorado en un millón de dólares a cambio de que se olvide de ella, pero Peter, lejos de aceptar la oferta, rompe el cheque al mismo tiempo que afirma que Lois no tiene ningún precio. Casualmente, Lois que pasaba por ese preciso momento por la puerta, oye toda la conversación. Finalmente, una joven Lois entra en la habitación para abrazarse a Peter.
El Peter del futuro al observar como era su antiguo "yo", comprende que no ha tratado a su mujer con el respeto que se merece y le pide a la muerte un favor tras volver a la vida, que le traiga a Peter Frampton (en el primer flashback, Peter y Lois estuvieron a punto de morir atropellados por un camión mientras hacían el amor en mitad de la carretera sin percatarse del vehículo, cuyo conductor fallece al esquivarles, en la radio del mismo sonaba Baby, I Love Your Way del mencionado cantante, single que pasaría a convertirse en la "canción" de ambos) por lo que el ente se presenta en casa del cantante y le pide que vaya al campo de golf con la guitarra a cambio de dejarle vivir.
Lois finalmente descubre que Peter le ha estado engañando y empieza a confirmarse los peores augurios del que la muerte le habló. Cuando llega al campo dispuesta para mantener una acalorada discusión con el que podría ser su "futuro ex" hasta que detrás de Peter aparece Peter Frampton tocando el tema como regalo de aniversario. Conmovida por el detalle de Peter le pregunta cómo ha sido capaz de organizar todo esto; ante tal pregunta, Peter le responde que "un amigo muy especial" le echó una mano.
Ya al final del episodio, la muerte acude a una cita con una mujer a la que conoció hace tiempo, sin embargo resulta ser inaguantable y decide matarla con un "toque fatídico".